# 彩虹勇士号

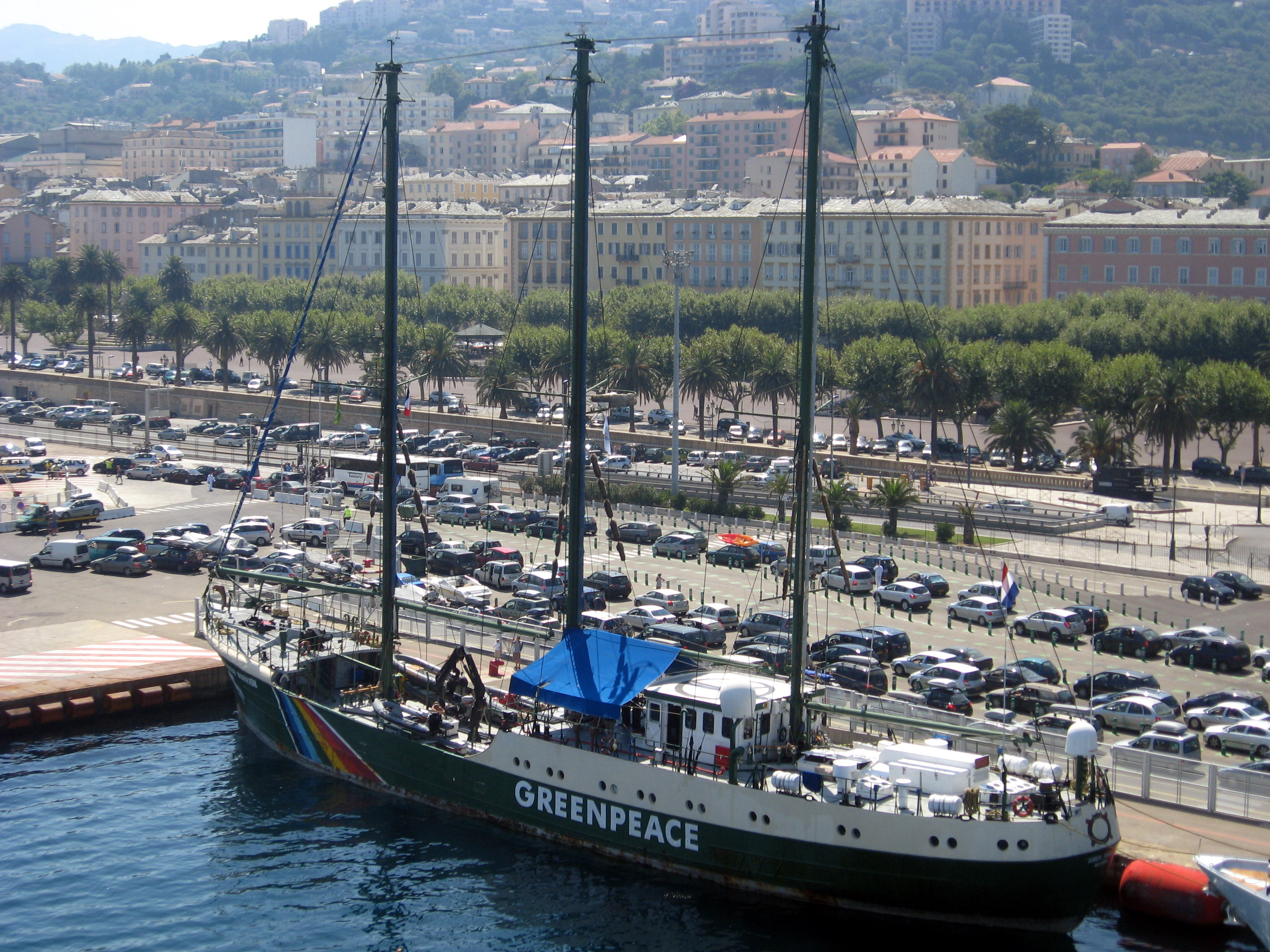
彩虹勇士二號

彩虹勇士號（昔稱：彩虹戰士號）是一艘在荷蘭注册的三桅機帆船，是非政府環保組織綠色和平的船隊的旗艦。彩虹勇士號在全球範圍航行，從事反對捕鯨、反對核試驗、反對砍伐原始森林等主題的宣傳和抗爭活動。彩虹勇士一號是退役的英國拖網漁船，被綠色和平組織收購，經過改裝成為該組織第一艘艦船，1985年彩虹勇士一號往南太平洋抗議法國在該區域的核試驗，途中遭到法國特工襲擊沉沒。1989年綠色和平組織購置的彩虹勇士二號下水，服役至今。

## 歷史

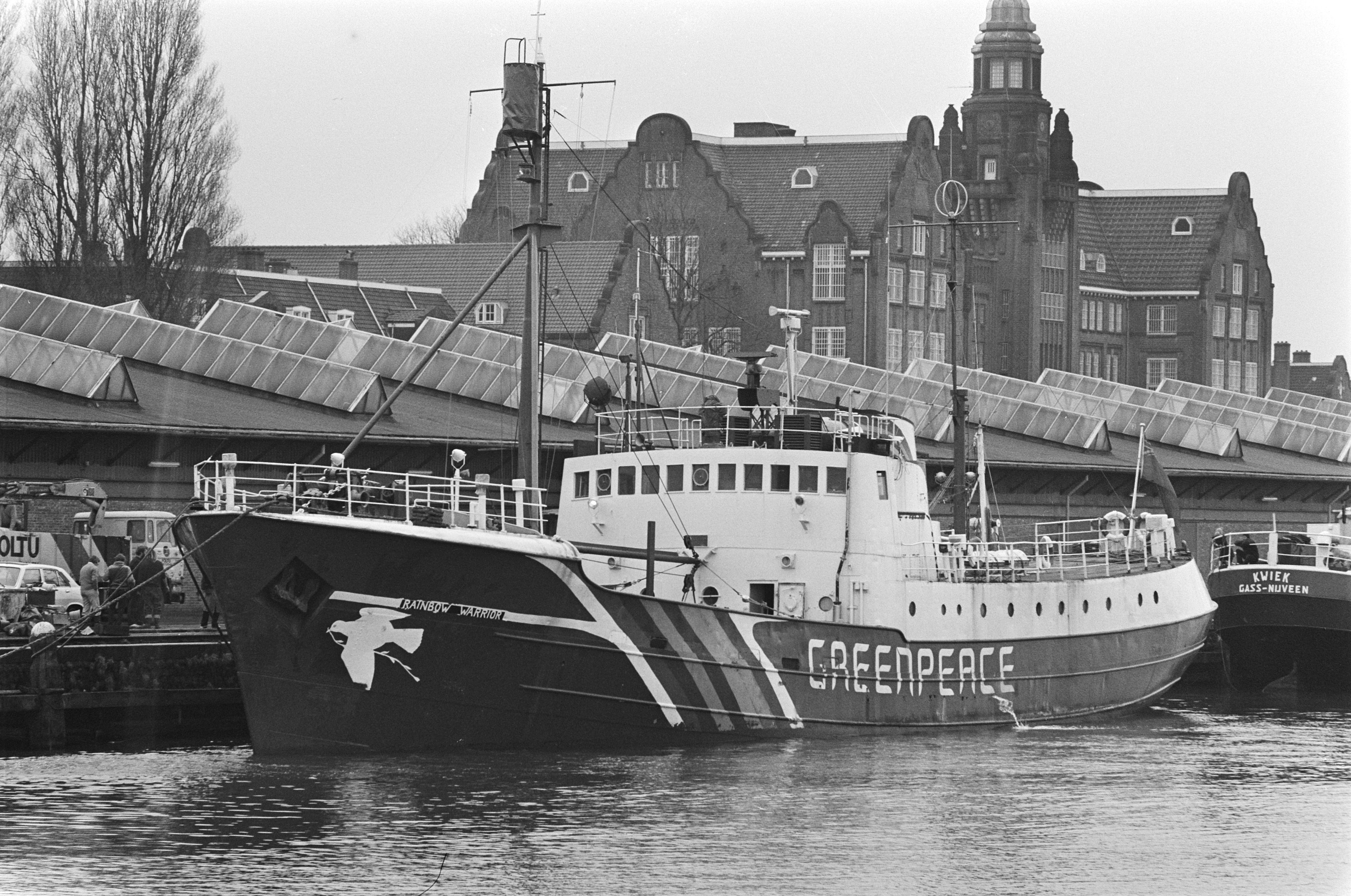
彩虹勇士號 (1981)

彩虹勇士號原名威廉姆·哈代爵士號，是一艘拖網漁船，在1955年建成下水，綠色和平組織以4萬英鎊的價格買下這艘船並進行了改造。1979年彩虹勇士號首航，在冰島附近海域執行反對捕鯨的航行。此後，彩虹勇士號多次出航，從事環境保護運動。
彩虹勇士號的名稱來自於北美印地安人的神話故事，預言中當世界即將毀滅之時，彩虹勇士便會出現拯救人類。
1985年7月，彩虹勇士號前往南太平洋穆魯羅瓦島抗議法國預計在該區域進行的核試驗，7月10日船停靠在新西蘭奧克蘭港內時，遭到法國特工安放的炸彈襲擊而沉沒，一名隨船攝影師殉職。由於這一事件，法國總統密特朗向綠色和平組織正式道歉，法國政府則支付了700萬美元的賠償金。事件之後，綠色和平組織提出「无法炸沉彩虹」（You can't sink a rainbow）的口號，另外找了一艘船替代被擊沉的彩虹勇士號，將其命名為彩虹勇士二號。
1989年7月10日，兩年改造完成的彩虹勇士二號從德國漢堡下水，此後到2004年之間進行了17次不同目標的航行，包括阻止傾倒有毒廢料、制止砍伐森林、援助災民、反對和阻止捕鯨等。彩虹勇士二號原名格蘭扁威望號，是一艘建造於英國約克郡的拖網漁船，在1957年下水。

## 船上裝置
彩虹勇士號是一艘三桅杆的柴油動力機帆船，總重555噸，船體長55.2米寬8.54米，吃水深度4.35米，平均航速7海里／小時。
船上裝備了很多環保科技產品，包括節省燃料的引擎系統，為船只提供熱水的太陽能系統，利用引擎廢熱的熱能轉系統，污水處理系統，以及提供淡水的脫鹽系統。船上還裝備有衛星通訊和導航設施、用於宣傳教育的活動室，炸沉事件之後的彩虹勇士號還添置了5艘充氣小艇。

## 炸沉事件
1985年7月，彩虹勇士號開赴法屬南太平洋島嶼穆魯羅阿環礁，抗議法國在該島進行的核試驗。7月10日彩虹勇士號停靠在新西蘭港口奧克蘭，准備於次日啟程前往穆魯羅瓦島。
7月10日晚11時38分，引擎艙發生爆炸，船體被炸出一個大洞，海水涌入。船員大衛·愛德華茲報告船長，船長下令船員登岸。部分船員返回住艙收拾物品，隨船攝影師費爾南多·佩雷拉在搶運攝影器材時，第二枚炸彈爆炸，佩雷拉被困在船艙內淹死。
爆炸發生後，新西蘭政府隨即封鎖現場，並展開搜查。在爆炸現場附近海域發現了一艘棄置的氣墊船，船上載有法國制造的潛水和通訊設備。爆炸兩天後，新西蘭警方在機場拘捕了持瑞士護照的一對法國特工夫婦。經審訊他們承認了自己是法國對外安全總局情報中心的特工，並交待了另外三名駕駛一艘法國帆船的同伙。據此線索，國際刑警組織對三名法國特工發出了國際通緝令並進一步挖出一名在綠色和平組織新西蘭辦事處臥底的法國特工。被捕的特工夫婦最終因殺人和蓄意破壞的罪名被判處10年和7年監禁，在服刑兩年後兩人先後獲釋。
事發後法國政府宣稱對事件並不知情，總理洛朗·法比尤斯任命原法國最高行政法院法官特里科調查爆炸案，調查報告宣稱法國外安局確實向新西蘭派出六名特工，但並沒有指示他們炸沉和平勇士號，六名特工也沒有任何越軌行為，爆炸案的發生與法國政府無關。
1985年9月17日法國報紙《世界報》刊登頭版頭條新聞，指出奧克蘭爆炸案正是由法國防部長埃尔尼和法军总参谋长拉卡兹陸軍上將下令，六名法國對外安全總局特工執行的，埃爾尼和拉卡茲在事後的調查中向特里科提供了不實情報。在世界報作出報道後，法國各新聞媒體紛紛跟進報道，法國政府陷入空前危機，9月22日法國總理法比尤斯召開記者會，公開承認爆炸案系法國情報機關一手策劃並公布了國防部長的辭職報告，次日法總理通過駐紐西蘭大使向新西蘭總理表達歉意。此後法國總統密特朗罷免了海外安全總局局長和法軍參謀長。
1986年9月法國和新西蘭就奧克蘭爆炸案達成協議，由法國總統正式向綠色和平組織致歉，並賠償損失700萬美元；新西蘭將兩名法國特工押送到法國南太平洋的軍事基地服刑，刑期則從11年減至3年。
法國《世界報》2005年發行的一期中清楚指出，爆炸是法國總統弗朗索瓦·密特朗親自下的命令。

## 航程

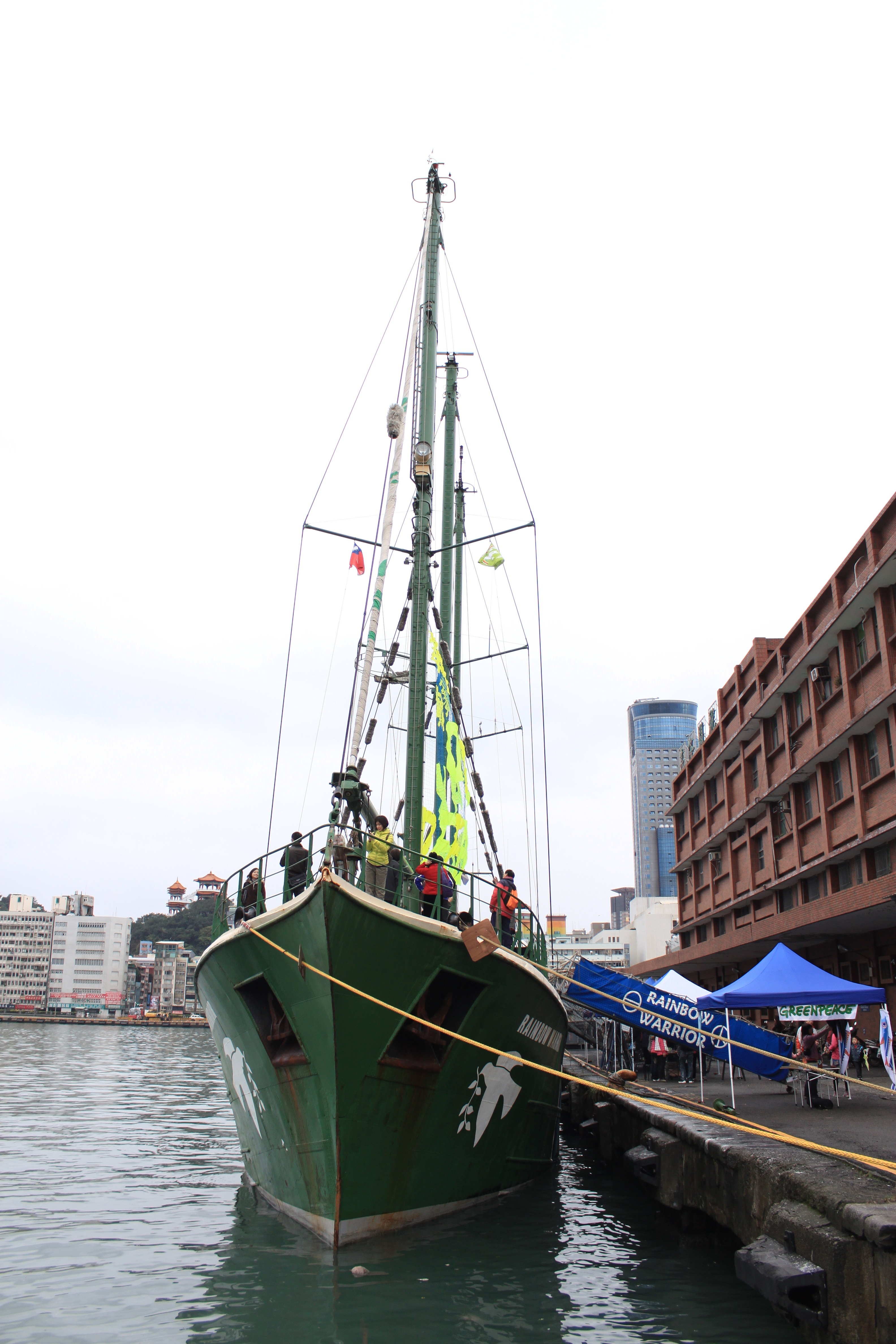
2011年1月綠色和平彩虹戰士號抵達臺灣基隆港

| 年份   | 活動區域                   | 主題                                          | 備注                                     |
| ------ | -------------------------- | --------------------------------------------- | ---------------------------------------- |
| 1979年 | 冰島                       | 阻止捕鯨活動                                  | 遭到捕鯨魚叉的襲擊                       |
| 1979年 | 英國                       | 阻止傾倒有毒廢料                              |                                          |
| 1980年 | 法國                       | 抗議日本油輪運輸核廢料                        | 遭到法國軍艦撞擊                         |
| 1982年 | 加拿大                     | 阻止捕獵海豹                                  | 乘員被逮捕，事後有關當局禁止對海豹的獵殺 |
| 1983年 | 白令海峽                   | 阻止深海刺流網捕魚                            |                                          |
| 1982年 | 蘇聯遠東地區               | 搜集非法捕鯨活動的材料                        |                                          |
| 1985年 | 南太平洋                   | 抗議法國進行核試驗                            | 在奧克蘭遭到法國特工襲擊沉沒             |
| 1989年 | 歐洲沿海地區               | 巡游和環境教育                                |                                          |
| 1989年 | 紐約                       | 開放日                                        |                                          |
| 1989年 | 新西蘭                     | 阻止深海刺流網捕魚                            |                                          |
| 1990年 | 美國西海岸                 | 反核試驗宣傳                                  |                                          |
| 1991年 | 新西蘭、澳大利亞、南太平洋 | 清除有毒物質、反戰宣傳                        |                                          |
| 1991年 | 阿拉斯加                   | 綠色和平組織20周年慶典                        |                                          |
| 1992年 | 南太平洋                   | 阻止法國在該區域的核試驗                      |                                          |
| 1993年 | 澳大利亞                   | 城岸之旅                                      |                                          |
| 1994年 | 地中海                     | 環保議題的宣傳                                |                                          |
| 1995年 | 南太平洋                   | 抗議法國恢復在南太平洋的核試驗                | 遭到法突擊隊襲擊後被扣押                 |
| 1996年 | 南美洲                     | 反核武器                                      |                                          |
| 1997年 | 太平洋地區                 | 反核武器和遏制全球氣候變化                    |                                          |
| 1997年 | 東帝汶                     | 記錄環境變化造成的珊瑚礁死亡                  |                                          |
| 1998年 | 中美洲                     | 賑濟風災                                      |                                          |
| 1999年 | 阿姆斯特丹、漢堡           |                                               |                                          |
| 1999年 | 挪威                       | 反對捕鯨                                      |                                          |
| 1999年 | 地中海沿岸                 | 清除有毒廢料                                  |                                          |
| 2000年 | 亞洲太平洋沿岸、塞班島     | 清除有毒廢料                                  |                                          |
| 2000年 | 悉尼                       | 宣傳綠色奧運                                  |                                          |
| 2001年 |                            | Save or Delete之旅，保護原始森林              |                                          |
| 2002年 | 多哈                       | 出席世貿組織第四次部长级会议                  |                                          |
| 2003年 | 西班牙                     | 抗議進口非洲木材                              | 被當地警方扣留                           |
| 2004年 | 印度尼西亞                 | 調查非法采伐原始森林                          |                                          |
| 2004年 | 澳大利亞                   | 抵制转基因大豆貿易                            |                                          |
| 2005年 | 亞洲沿岸                   | 宣傳可再生能源                                |                                          |
| 2009年 | 瑞典                       | 反對海底拖網捕魚，抗議歐盟現行捕撈政策        |                                          |
| 2011年 | 台灣                       | 綠色和平船艦訪台 展開《東亞之旅：牽手護海洋》 |                                          |

## 趣聞
2005年11月1日，彩虹勇士2號在一推廣綠色再生能源中於菲律賓距離馬尼拉東南650公里遠的蘇拉海中的圖巴塔哈礁（TUBBATAHA）海洋公園觸礁，所幸沒有造成人員傷亡，但近100平方米被列為世界遺產的珊瑚礁被損毀，並因此被罰近7,000美元。綠色和平組織最終支付了罰款，但將這次事故歸於菲律賓政府提供了過時的航海圖。

## 
- 色和平
- 地曙光
- 阿古斯
- 希望

## 考文
1. ↑  Brown, Paul; Evans, Rob. . The Guardian (London). 23 Aug 2005  [14 Jul 2018]. （原始内容存档于2017-09-03）.
2. 1 2  . Aberdeen City Council.   [14 July 2018]. （原始内容存档于2022-09-26）.
3. ↑  .   [14 April 2008]. （原始内容存档于31 March 2008）.
4. ↑  .   [2005-11-08]. （原始内容存档于2005-11-05）.

## 外部接
- 彩虹勇士中文面 （页面存档备份，存于） (綠色和平組織網站)
- 新：密特朗下令炸沉彩虹勇士號 （页面存档备份，存于） (騰訊新聞)